# Jason Cavalier
Jason Cavalier Leboeuf, generalmente acreditado como Jason Cavalier, es un doble y actor canadiense. 

## Primeros años y carrera
Leboeuf es originario de Montreal, Quebec. Comenzó a actuar en la serie de televisión Time of Your Life como Mickey en 1988.

## Filmografía seleccionada

### Películas
| Año  | Título                                     | Papel                                   | Notas          |
| ---- | ------------------------------------------ | --------------------------------------- | -------------- |
| 1991 | Scanners II: The New Order                 | Ladrón                                  |                |
| 1992 | Scanners III: The Takeover                 | Punk Leader                             |                |
| 1992 | Twin Sisters                               | Trabajador                              |                |
| 1992 | Snake Eater III: His Law                   | Poley                                   |                |
| 1993 | Flight From Justice                        | Lopez                                   | Película de TV |
| 1994 | Highlander III: The Sorcerer               | Banger 4 (sin acreditar)                |                |
| 1995 | Asesinos cibernéticos                      | Cabo Leone                              |                |
| 1996 | Silent Hunter                              | Dewey                                   |                |
| 1995 | Bolt                                       | John                                    |                |
| 1995 | Hart to Hart: Two Harts in 3/4 Time        | Paul                                    | Película de TV |
| 1995 | Vents contraires                           | Tiger                                   | Película de TV |
| 1995 | Marked Man                                 | Ray                                     |                |
| 1996 | The Quest                                  | Joven #1                                |                |
| 1996 | Silent Trigger                             | Soldier                                 |                |
| 1996 | Frankenstein and Me                        | Billy                                   |                |
| 1996 | Everything to Gain                         | Alvin Charles                           | Película de TV |
| 1996 | Cosmos                                     | Voleur                                  |                |
| 1997 | The Kid                                    | Young Harry                             |                |
| 1997 | Provocateur                                | Intruder                                |                |
| 1998 | Random Encounter                           | Willie 'The Weasel'                     |                |
| 1998 | Musketeers Forever                         | Mike                                    |                |
| 1998 | The Ghosts of Dickens' Past                | Ladrón                                  |                |
| 1998 | Sublet                                     | Nick The Chauffeur                      |                |
| 1999 | Airspeed                                   | Steiger                                 |                |
| 1999 | Requiem for Murder                         | Grunge Rocker                           |                |
| 1999 | The Secret Pact                            | Ray Quick                               |                |
| 1999 | The Witness                                | Hoauton Thief                           |                |
| 1999 | Running Home                               | Tough Guy #1                            |                |
| 2000 | Someone Is Watching                        | Pandillero                              | Película de TV |
| 2000 | Rats and Rabbits                           | Butch                                   |                |
| 2000 | Battlefield Earth                          | Floyd                                   |                |
| 2000 | Race Against Time                          | Tracker                                 | Película de TV |
| 2000 | Artificial Lies                            | Brandon                                 |                |
| 2000 | The Art of War                             | Guardia de Seguridad                    |                |
| 2000 | The Hound of the Baskervilles              | Seldon                                  | Película de TV |
| 2000 | Jackie Bouvier Kennedy Onassis             | Agente de Servicio Secreto #1           | Película de TV |
| 2001 | Xchange                                    | Moss                                    |                |
| 2001 | Hidden Agenda                              | Agente #4                               |                |
| 2001 | Protection                                 | Gunman #1                               |                |
| 2002 | The Tracker                                | Jason                                   | Película de TV |
| 2002 | The Rendering                              | Joven Policía                           | Película de TV |
| 2003 | Kart Racer                                 | Groom                                   |                |
| 2003 | Gothika                                    | Guardia                                 |                |
| 2004 | L'Incomparable Mademoiselle C.             | Facteur                                 |                |
| 2004 | Sinners and Saints                         | Padre Carmichael Drake                  |                |
| 2004 | El aviador                                 | Cocoanut Grove Patron                   |                |
| 2005 | A Lover's Revenge                          | Motorist                                | Película de TV |
| 2006 | Time Bomb                                  | Bar Patron                              | Película de TV |
| 2006 | Order of One                               | Sonny                                   |                |
| 2007 | Nitro                                      | Fracture                                |                |
| 2007 | Seduction of Evil                          | Joven David                             |                |
| 2007 | Countess Bathoria's Graveyard Picture Show | Jimmy / Billy Ray Twiddle               |                |
| 2007 | I'm Not There                              | Roadie                                  |                |
| 2008 | Sticks and Stones                          | Protestante                             | Película de TV |
| 2008 | Cruising Bar 2                             | Acteur                                  |                |
| 2008 | Afterwards                                 | Joven                                   |                |
| 2009 | Hidden Crimes                              | Prisionero #2                           | Película de TV |
| 2010 | L'Appât                                    | Chauffeur                               |                |
| 2011 | Immortals                                  | Heraklion Watchman / Hoplite Soldier #1 |                |
| 2012 | Mirror Mirror                              | Guardia #1 (sin acreditar)              |                |
| 2012 | Deadfall                                   | Delegado Travis                         |                |
| 2012 | On the Road                                | Conductor                               |                |
| 2012 | The Factory                                | Oficial del SWAT Team                   |                |
| 2012 | Doktor Fang                                | Freud, Coordinador de dobles            | Cortometraje   |
| 2013 | Gibraltar                                  | Chauffeur Wexford                       |                |
| 2014 | Les Maîtres Du Suspense                    | Cascadeur Bad Guy                       |                |
| 2014 | Deliveries                                 | Dan                                     |                |
| 2015 | The Badge                                  | Narrador del tráiler                    |                |
| 2015 | First Response                             | Promotor del Club                       | Película de TV |
| 2015 | Stonewall                                  | Policía #2                              |                |
| 2016 | Nine Lives                                 | Entrenador de Skydiving                 |                |
| 2016 | Nelly                                      | Clienet de Toronto                      |                |
| 2016 | Bad Santa 2                                | Policía de Chicago                      |                |
| 2017 | Small Crimes                               | Drunk Patron                            |                |
| 2017 | Batman: Son of Gotham                      | Batman                                  | Cortometraje   |
| 2017 | Past and Future Kings                      | The King                                | Cortometraje   |
| 2018 | Death Wish                                 | Oficial McCord                          |                |
| 2018 | Traeger's Day                              | Mr. Harris                              | Cortometraje   |
| 2019 | The Anonymous Rudy S.                      | Ejecutor                                |                |
| 2020 | The Day Shall Come, The Dreamland          | Investigador privado                    |                |
| 2023 | Misántropo                                 | Marquand                                |                |

### Series de televisión
| Año       | Título                                    | Papel                             | Notas                                                                                       |
| --------- | ----------------------------------------- | --------------------------------- | ------------------------------------------------------------------------------------------- |
| 1989      | Starting from Scratch                     | Novio de Sylvia                   | Episodio: "Kate Leaves Home"                                                                |
| 1988-1989 | Time of Your Life                         | Mickey                            | 129 episodios                                                                               |
| 1991      | Heritage Minutes                          | Jacques Plante                    | Episodios: "Jacques Plante" y "Jacques Cartier"                                             |
| 1992      | Urban Angel                               | Simon / Stephane                  | Episodios: "Phoenix Rising: Part 1", "Phoenix Rising: Part 2" y "Angele"                    |
| 1994      | Sirens                                    | Tony Salley                       | Episodio: "The First Time"                                                                  |
| 1995      | Tales of the Wild                         | Guerrero #2                       | Episodio: "Les légendes du Grand Nord"                                                      |
| 1995      | Kung Fu: The Legend Continues             | Ladrón 3                          | Episodio: "The Promise"                                                                     |
| 1997      | Space Cases                               | Yox / Tongo                       | Episodios: "The Sporting Kind", "Homeward Bound" y "A Friend in Need"                       |
| 1997      | Omertà II - La Loi Du Silence             | Détenu                            | Episodios 1.2 y 1.3                                                                         |
| 1997      | Lassie                                    | Hombre Misterioso                 | Episodio: "A Day in the Life"                                                               |
| 1999      | Are You Afraid of the Dark?               | Guerrero / Sid The Mechanic       | Episodios: "The Tale of Station 109.1" y "The Tale of the Misfortune Cookie"                |
| 2000      | The Secret Adventures of Jules Verne      | Guardia                           | Episodios: "The Black Glove of Melchizedek" y "Crusader in the Crypt"                       |
| 2001      | Big Wolf on Campus                        | Retador                           | Episodio: "Stone Free"                                                                      |
| 2002      | Galidor: Defenders of the Outer Dimension | Traylik                           |                                                                                             |
| 2002      | Bliss                                     | Frank                             | Episodio: "Valentine's Day in Jail"                                                         |
| 2003      | Largo Winch                               | Malcolm Morton                    | Episodio: "Skin Deep"                                                                       |
| 2004      | Temps Dur                                 | Homme Cagoule                     | Episodio 1.3                                                                                |
| 2004      | 11 Somerset                               | Patrick Ranger                    | Episodio: "Blood Red Sky"                                                                   |
| 2007      | Durham County                             | Alvy                              | Episodio: "What Lies Beneath"                                                               |
| 2007      | La zona muerta                            | Delegado                          | Episodio: "Heritage"                                                                        |
| 2009      | Lance Et Compte: Le Grand Duel            | Guardia                           | Episodios 1.2, 1.6 y 1.10                                                                   |
| 2009      | The Last Templar                          | Crackhead                         | Episodios 1.1 y 1.12                                                                        |
| 2010      | Musée Eden                                | Policía                           | Episodios 1.4, 1.6, 1.7 y 1.9                                                               |
| 2012      | Bullet in the Face                        | Guardia #2                        | Episodio: "Kiss Me Thrice"                                                                  |
| 2013      | CAT. 8                                    | Líder                             | Episodio: "Night 2"                                                                         |
| 2014      | Being Human                               | Ladrón Vampiro #1 / Oficial Sully | Episodios: "A Funny Thing Happened on the Way to Me Killing You" y "Lil' Smokie"            |
| 2014      | The Lottery                               | Ladrón #1                         | Episodio: "Crystal City"                                                                    |
| 2014      | Ascension                                 | Oficial de Seguridad              | Episodios: "Chapter One" y "Chapter Two"                                                    |
| 2015      | Helix                                     | Immortal Man                      | Episodio: "Reunion"                                                                         |
| 2015      | Fatal Vows                                | John Watson                       | Episodio: "Death in Vegas"                                                                  |
| 2015      | The Art of More                           | Patrick Connor                    | Episodio: "The Card Players"                                                                |
| 2015      | Les Jeunes Loups                          | Itinérant Tabassé                 | Episodio 2.3                                                                                |
| 2016      | True North                                | Cliente del Hôtel Bagarre         | Episodio 1.1                                                                                |
| 2016      | Real Detective                            | Verlin Hamilton                   | Episodio: "Damage"                                                                          |
| 2016      | Quantico                                  | Agente de Servicio Secreto        | Episodio: "Clue"                                                                            |
| 2014-2016 | 19-2                                      | Belinski                          | Episodios: "Honeymoon", "Lovers" y "Home"                                                   |
| 2017      | Bellevue                                  | Padre de Max                      | Episodio: "He's Back"                                                                       |
| 2017      | District 31                               | Glenn Douglas                     | episodios: "L'affaire Maurais", "Mémoire trouble", "L'affaire Munroe" y "Acte de vengeance" |
| 2017      | The Disappearance                         | Eric Barclay                      | Episodio: "Burial Grounds"                                                                  |
| 2018      | Blue Moon                                 | Agent Clayton                     | Episodio 3.8                                                                                |
| 2018      | Bad Blood                                 | Cinnamon Girl                     | Episodio: "Disruption y Early Sorrow"                                                       |
| 2018      | The Case That Haunts Me                   | Blood Splatter Expert             | Episodio: "She Said..."                                                                     |
| 2019      | Blood & Treasure                          | Kyle                              | Episodio: "The Revenge of Farouk"                                                           |
| 2019      | Titanes                                   | Policía                           | Episodio: "Rose"                                                                            |
| 2020      | Party of Five                             | Oficial de ICE#1                  |                                                                                             |
| 2022      | Reacher                                   | Pandillero #1                     | 1 episodio                                                                                  |

### Videojuegos
| Año  | Título                   | Papel              | Notas |
| ---- | ------------------------ | ------------------ | ----- |
| 2021 | Guardianes de la Galaxia | Drax el Destructor | [ 2 ] |